# ناحیه دیوربل
ناحیه دیوربل (به لاتین: Diourbel Region) یک منطقهٔ مسکونی در سنگال است که در سنگال واقع شده‌است. ناحیه دیوربل ۴٬۸۲۴ کیلومتر مربع مساحت و ۱٬۴۲۰٬۰۸۲ نفر جمعیت دارد.

## خواهرخوانده
شهر اوینیون خواهرخواندهٔ ناحیه دیوربل هست.